# Днепровка (Каменско-Днепровский район)
Днепро́вка (укр. Дніпровка) — село,
Днепровский сельский совет,
Каменско-Днепровский район,
Запорожская область,
Украина.
Код КОАТУУ — 2322484601. Население по переписи 2001 года составляло 4017 человек.
Является административным центром Днепровского сельского совета, в который, кроме того, входит село
Мичурина.

## Географическое положение
Село Днепровка находится в 2 километрах от села Нововодяное.
По селу и вокруг него протекает много ирригационных каналов.
Через село проходят автомобильные дороги Т-0805 и Р-37.

## История
- 1787 год — дата основания.

## Экономика
- «Агро Днепр», ООО.

## Объекты социальной сферы
- 2 школы.

## Известные люди
- Тараканчиков Николай Ильич (1919—1943) — Герой Архивная копия от 20 сентября 2016 на Wayback Machine Советского Союза Архивная копия от 19 ноября 2016 на Wayback Machine, похоронен в селе Днепровка.
- Бузиков Фёдор Петрович (1920—1944) — Герой Советского Союза Архивная копия от 19 ноября 2016 на Wayback Machine, погиб при взрыве самолета Архивировано 15 июня 2012 года. Ил-2 в районе села, оказывая огневую поддержку наступлению пехоты. Награждён посмертно Архивная копия от 19 ноября 2016 на Wayback Machine за бой у села Днепровка орденом Великой Отечественной войны 1-й степени. (Оба лётчика погибли во время боёв Архивная копия от 11 июня 2016 на Wayback Machine за Никопольский плацдарм)

## Орденоносцы(неопр.)(недоступная ссылка—история).
Согласно открытым источникам Архивная копия от 12 августа 2021 на Wayback Machine, во время Великой Отечественной войны, 133 односельчанина стало кавалерами 142 орденов (юбилейные награждения не учитывались), в том числе 79 орденов Красной звезды, 11 орденов Красного знамени, 5 орденов Отечественной войны 1-й степени, 19 орденов Отечественной войны 2-й степени, 1 орден Александра Невского, 1 орден Кутузова 3-й степени, 2 ордена Славы 2-й степени и 24 ордена Славы 3-й степени.
1. ↑  Сайт Верховной Рады Украины.